# Hysteropterum ecarinatum
Hysteropterum ecarinatum är en insektsart som beskrevs av Synave 1956. Hysteropterum ecarinatum ingår i släktet Hysteropterum och familjen sköldstritar. Inga underarter finns listade i Catalogue of Life.